# Капкан на мужчину
«Капкан на мужчину» (англ. Mantrap) — немой чёрно-белый фильм 1926 года.

## Сюжет
Джо Истер — закоренелый холостяк средних лет, кладовщик магазина в канадской глуши. Устав от уединённого образа жизни, он отправляется развеяться в Миннеаполис, где знакомится с кокетливой маникюршей по имени Алверна и неожиданного для самого себя женится на ней. Вскоре счастье супругов оказывается под угрозой. В их городок приезжает на отдых женоненавистник Ральф Прескотт, нью-йоркский адвокат, специализирующийся на разводах. Джо приглашает Ральфа остановиться в его доме, думая, что общение с новым человеком развлечёт его молодую жену.
Но Алверна по природе своего характера не может удержаться от флирта с мужчиной, начинает очаровывать Прескотта и уговаривает увезти её в город. Когда о её предательстве становится известно Джо, он пробует разобраться в проблеме необычным способом — садится с Ральфом на берегу реки и вместе с соперником начинает решать, кто из них больше подходит Алверне. Алверна, которая хочет быть хозяйкой свой судьбы, бросает обоих и убегает в Миннеаполис. Там она понимает, что скучает по Джо и бескрайним лесам Канады, и в конце концов возвращается в его объятья.

## В ролях
| Актёр            | Роль              |
| ---------------- | ----------------- |
| Эрнест Торренс   | Джо Истер         |
| Клара Боу        | Алверна           |
| Перси Мармонт    | Ральф Прескотт    |
| Юджин Паллетт    | Э. Вессон Вудбери |
| Жозефина Кроуэлл | миссис Макгэвити  |
| Том Кеннеди      | Кудрявый Эванс    |